# Seán Lemass
Seán Francis Lemass, född 15 juli 1899 i Dublin, död 11 maj 1971 i Dublin, var en irländsk politiker. Lemass var 1959-1966 Irlands taoiseach. Seán Lemass representerade Fianna Fáilpartiet och var svärfar till taoiseach Charles Haughey.
Lemass var en veteran från påskupproret, irländska självständighetskriget och irländska inbördeskriget. Han valdes första gången till Dáil Éireann som ledamot för Sinn Féin i valkretsen Dublin South i ett fyllnadsval 1924 och blev omvald vid varje val tills han drog sig tillbaka 1969. Han var en av grundarna av Fianna Fáil 1926, och var industri- och handelsminister, Minister for Supplies och tánaiste (vice taoiseach) i olika Fianna Fáil-regeringar. 
Lemass är ihågkommen för sitt arbete för att utveckla irländsk industri och för att knyta nya förbindelser mellan republiken och Nordirland på 1960-talet. Han är allmänt välsedd på Irland och har kallats "arkitekten bakom det moderna Irland". 